# Église de l'Ascension de Belgrade
Pour les articles homonymes, voir Église de l'Ascension.
L'église de l'Ascension de Belgrade (en serbe cyrillique : Вазнесењска црква у Београду ; en serbe latin : Vaznesenjska crkva u Beogradu) est une église orthodoxe serbe située à Belgrade, la capitale de la Serbie, dans la municipalité urbaine de Savski venac. Elle est inscrite sur la liste des monuments culturels protégés de la république de Serbie (identifiant no SK 91) et sur la liste des biens culturels de la ville de Belgrade.

## Présentation
L'église de l'Ascension a été construite en 1863 dans un style mêlant l'architecture néoromantique et le style néo-byzantin, héritier de l'architecture médiévale serbe, à l'initiative de l'archevêque Mihailo et du prince Michel III Obrenović. Elle était destinée à l'armée et fut la première « église de garnison » construite à Belgrade et en Serbie.
Elle a été dessinée par Pavle Stanišić et Jovan Ristić. L'église se présente sous la forme d'une nef unique allongée figurant une croix grecque réduite ; elle est surmontée d'une toiture comportant cinq dômes. Deux maisons ecclésiales et un beffroi se trouvent dans le cimetière ; cet ensemble a été bâti en 1865, 1891 et 1939. L'iconostase de l'église a été réalisée par Stevan Todorović à partir de 1881. L'édifice abrite également de nombreuses peintures, des objets d'art et d'artisanat. Les cloches de l'église furent les premières à retentir après l'édit d'autonomie de la principauté de Serbie promulgué par le sultan ottoman en 1830.